# Аполо 15
Аполо 15 (на английски: Apollo 15) е деветата пилотирана мисия от програмата Аполо и четвъртата мисия кацнала Луната. За пръв път е използван Лунар Роувър и за пръв път е изследвана лунната повърхност извън лунно море. При приводняването не се отваря един от основните спирачни парашути, но това не оказва фатално въздействие върху екипажа.
Мисията трае от 26 юли 1971 г. до 7 август 1971 г.

## Екипаж
| Пост                     | Астронавт                           |
| ------------------------ | ----------------------------------- |
| Командир                 | Дейвид Скот три космически полета   |
| Пилот на командния модул | Алфред Уордън един космически полет |
| Пилот на лунния модул    | Джеймс Ъруин един космически полет  |

* Броят на полетите за всеки астронавт е преди и включително тази мисия.

## Дублиращ екипаж
| Пост                     | Астронавт                           |
| ------------------------ | ----------------------------------- |
| Командир                 | Ричард Гордън два космически полета |
| Пилот на командния модул | Ванс Бранд                          |
| Пилот на лунния модул    | Харисън Шмит                        |

* Броят на полетите за всеки астронавт е преди и включително тази мисия.

## Общи сведения
Космическият кораб за първи път е снабден с модул с научни инструменти (на английски език: Scientific Instrument Module – SIM – научен инструментален модул) и доставя до Луната малък изкуствен спътник, стартиран в края на мисията. По пътя обратно към Земята, пилотът на командния модул Алфред Уордън направи първото излизане в открития космос в междупланетното пространство, за да демонтира и прибере заснетите фотофилми.
Командният модул на кораба (СМ-112) „Индевър“ (((en)) – „устрем“) е кръстен на легендарния кораб „Индевър“, с който британския пътешественик и откривател Джеймс Кук прави първото си околосветско пътуване през 1768 – 1771 г. Лунният модул (LM-10) е наречен „Фалкон“ (на английски: Falcon – „сокол“) – талисмана на Академията на ВВС и USAF на САЩ. Всички членове на екипажа са офицери от USAF.
За първи път е използвано лунно превозно средство – Лунар Роувър, с помощта на който са изминати общо 27.9 km и са събрани и доставени на Земята 77 кг проби от лунната почва.

## Нововъведения по време на полета
За изпълнение на предвидената програма „Аполо 15“ е трябвало да достави на Луната 1815 кг полезен товар повече от „Аполо 14“. Това е разликата между прогнозната маса на лунния модул с подобренията по него – 16 330 кг (масата на предишните е 14 515 кг). Тя е разпределена така: Лунар Роувър (около 209 кг), масата на допълнителното научно оборудване и консумативи (кислород, вода, храна), необходими за престоя на астронавтите на Луната в продължение на 3 дни. За да се постигне това увеличаване на полезния товар е необходимо да се коригира схемата на полета и да се направят редица промени в дизайна и конструкцията на ракетата-носител и космическия кораб.

### Изменение на схемата на полета
Преди всичко е „снижена“ височината на околоземната орбита (преди преминаването на траектория за полет към Луната) от 185 до 170 км. Диапазона на азимута при излитане е от 72 – 96° до 80 – 100°. Азимута при „Аполо 15“ е около 90°. Друга оперативна промяна е и лекото намаляване резерва от гориво. Допълнителни възможности за увеличаване на полезния товар дали и сезонните фактори: по-благоприятно въздействие на старта дават юлските температури и ветрове отколкото януарските.

### Промени в конструкциите на ракетата-носител и космическия кораб
Направени са промени в конструкцията на първата степен (S-IC) на ракетата-носител Сатурн V. Двойно (от 8 на 4) е намален броят на двигателите за отделянето на първата от втората степен). Променени са соплата на всичките пет основни кислородно-керосинни двигатели F-1, което позволява пълно използване на течния кислород в четирите периферни двигателя и малко по-продължителна работа на централния. Във втората степен S-II е подобрена системата за поддържане на горивото под налягане. Три други подобрения на втората степен са използвани вече на „Аполо 14“: на централния двигател на тръбопровода за доставка на течен кислород е поставен допълнително нагнетател (акумулатор) за газообразен хелий, добавено е дублиращо устройство за аварийно изключване на централния двигател и са поставени опростени клапани подаване на гориво на всичките пет двигатели J-2 на втората степен. Тази промяна намалява вибрациите и дава възможност за по-ефективна работа на двигателите. На „Аполо 15“ има и още една оригинално решение. В случай на незадействане на аварийното изключване на централния двигател, може да бъде дистанционно изключен на стартовата площадка, а в полет – включен, с цел избягване на грешни команди на системите за контрол на полета.
Въз основа на поуките от аварията „Аполо 13“ е изменена конструкциите на командния и сервизния модул на „Аполо 15“, с цел подобряване тяхната надеждност и безопасност. В сервизния модул е добавено допълнително захранваща батерия, еднаква с петте батерии на лунния модул, премахнати са смесващите устройства на криогенните кислородни резервоари и термостат-превключвателите от отоплителния кръг на кислородните резервоари. В сервизния модул е инсталиран трети криогенен резервоар за кислород с капацитет от 145 кг и клапан, който в извънредна ситуация може да се затвори и да изолира този резервоар от горивната система и да поддържа само животоподдържащите системи на командния модул. Добавен е и трети водороден резервоар с капацитет от около 12 кг, който заедно с третия кислороден резервоар ще осигурява допълнителна електроенергия за кораба. На външната страна на сервизния модул са монтирани перила и ръкохватки за краката, които са за улесняване на космическата разходка на пилот на командния модул по пътя обратно към Земята. Модулът с научни инструменти е бил изолиран от останалата част на сервизния модул чрез топлоизолация.
Извършени са промени и на лунния модул на „Аполо 15“ в сравнение с „Аполо 14“, въпреки че външно са почти идентични.
- Увеличен е капацитета на всички батерии на кацащата степен от 400 на 415 амперчаса. Добавена е и пета батерия. Общият капацитет е увеличен до 2075 амперчаса.
- На кацащата степен е добавен втори резервоар за вода с капацитет от около 170 литра.
- На кацащата степен е монтиран втори резервоар с газообразен кислород обем около 39 кг кислород за зареждане на ранцевите системи за животоподдържане на скафандрите за разходки по повърхността.
- Добавена е система за съхраняване на 1200 cm³ урина на човек на ден и 100 cm³ на кондензат от ранцевите животоподдържащи системи на човек на час.
- Инсталирана е допълнителна термоизолация за по-дълъг престой на лунната повърхност.
- Разширени са товарните отделения на кацащата степен (за доставяне на Лунар Роувър и на научното оборудване (Modular Equipment Stowage Assembly – MESA, „хранилище за модулно оборудване“). Капацитета им е увеличен от 91 кг (на „Аполо 14“) до 272 кг за сегашната мисия.
- С около 25 см е удължено соплото на двигателя за кацане.
- Увеличаването размера на горивните резервоари на кацащата степен с 8,5 cm увеличава капацитета им на 521 кг, което дава възможност да се удължи времето на „висене“ на лунния модул над повърхността на 157 секунди (на „Аполо 14“ е 140 секунди).

### Нова схема на връзка със Земята
В предишните полети връзката е осъществяване чрез антена, монтирана на лунния модул. По време на тази мисия обаче екипажът на „Аполо 15“ ще е много по-подвижен (с „Lunar Rover“), и има нужда от нова комуникационна система, която да работи, дори когато превозното средство „изчезне“ от погледа на лунния модул. За това е разработена т.нар. Лунен предавател на информация (на английски: Lunar Communications Relay Unit – LCRU) с размерите на малък куфар. Той се закрепва отпред на „Lunar Rover“, но е проектиран и да се пренася на ръка. Лунният предавател на информация може да работи в няколко режима: 1) мобилен – когато „Ровърът“ е в движение; 2) стационарен – по време на престой; 3) преносим – в случай на повреда на „Lunar Rover“ единия от астронавтите ще трябва да го носи в ръка и 4) режим на дистанционно управление – операторите от Земята могат да насочват камерата и променят нейния ъгъл на наклон, когато астронавтите се отдалечават от лунния автомобил или по време на излитането на лунния модул.
В последния режим, предавателят работи заедно с друга новост – устройство за контрол на телевизионна камера по команда от Земята (на английски: Ground Controlled Television Assembly – GCTA). Лунния предавател на информация има три антени: 1) късовълнова параболична антена за предаване на цветен телевизионен сигнал с диаметър около 1 м (предава сигнал когато астронавтите са на място и те я насочват ръчно към земята); 2) късовълнова спирална антена (за връзка когато астронавтите са в движение с „Lunar Rover“ и параболичната не е разгъната и 3) УКВ-антена, предаваща гласа на астронавтите и телеметрични данни от раниците с животоподдържащите системи. Всички заедно, позволяват астронавтите да поддържат надеждна връзка със Земята, далеч от лунния модул и за първи път става възможно прякото наблюдение действията на екипажа на екран през цялата им дейност извън модула.

### Оборудване на астронавтите
Предвиденият двойно по-дълъг престой на лунната повърхност предполагал и увеличаване ресурса на ранцевата животоподдържаща система (в сравнение с „Аполо 14“):
- налягането в основните кислородни резервоари се увеличава от 69 на 97 атмосфери.
- обемът на водата (за охлаждане на скафандрите) е увеличена от 3,9 на 5,2 литра;
- капацитетът на батерията е увеличен от 279 до 390 W.h (ват-часа);
- масата на сорбента, поглъщащ въглеродния диоксид, в патроните с литиев хидроксид е увеличен от 1,36 на 1,415 кг;

Подобрените скафандри на астронавтите осигурявали по-голяма мобилност и по-комфортна работна среда – добавена е гъвкава става в кръста (за по-лесно накланяне при разполагане на оборудване и събиране на скални образци и по-удобно „возене“ на „Ровър“) и шията.

## Полет към Луната
Старта на космическия кораб „Аполо 15“ е успешно даден в 13:34 UTC на 26 юли 1971 г. 2 минути и 41 секунди след старта, на височина около 70 км над Земята става разделянето на първата и втората степен на ракетата-носител. Около 6-ата минута, на височина 163 км, корабът вече летял практически хоризонтално, набирайки необходимата орбитална скорост от около 7,8 км/сек. На 10-ата минута са изключени двигателите на втората степен и 1 секунда след това третата степен (S-IVB) се отделя от втората като единственият и двигател заработва веднага. 11 минути и 34 секунди след старта по команда на бордния компютър е изключен двигателят на третата степен и „Аполо 15“ излиза на разчетната орбита (апогей 171,3 км и перигей 169,5 км) за последващ преход за траектория към Луната. Масата на кораба в орбита е 140 510 кг, което и до днешни дни е най-голямата маса, изведена в орбита с помощта на една ракета-носител. 2 часа и 50 минути след старта, на втората обиколка, в района на Хавайските острови двигателят на третата степен на „Аполо 15“ е отново включен. Работи 5 минути и 51 секунди и ускорява кораба до скорост 10 827 км/сек. Скоро след това, на разстояние 6767 км от Земята (скоростта заради земната гравитация „пада“ до 7674 км/сек) екипажът започва маневри за скачване с лунния модул. Алфред Уордън, пилот на командния модул, в ръчен режим с помощта на двигателите на системата за ориентация извежда „Индевър“ от третата степен и извършва обръщане на кораба на 180° със скорост 2° в секунда. За сближаване той включва за 4 секунди двигателите за ориентация. В този момент скоростта на сближаване между „Индевър“ и „Фалкон“ е около 0,03 м/сек. След скачването се задействат четирите пироболта, с помощта на които лунния модул е прикрепен към третата степен, пружините оттласкват степента от скачените кораби със скорост 0,25 м/сек.
Когато „Индевър“ и „Фалкон“ се отдалечават на разстояние около 150 м, третата степен, по команда от Земята е малко отклонена и е включен нейния двигател, което я отдалечава още повече. След около 3 денонощия, тя пада на повърхността на Луната.
През първите 2 – 3 дни, по пътя за Луната астронавтите Дейвид Скот и Джеймс Ъруин правят проверки на системите на лунния модул. В края на третия ден корабът се намира на разстояние 353 374 км от Земята, а скоростта му пада до 0,893 км/сек. След това тя започва да се увеличава поради привличането на Луната.
На 29 юли е направена корекция на орбитата с помощта на основния двигател на командния модул. Той е включен и корабът се ускорява до скорост 1211 км/сек. В това време разстоянието до Луната е около 23 000 км. След 78 часа 31 минута 49 секунди от старта, след като корабът за първи път се „скрива“ зад Луната, неговият основен двигател е включен за 6 минути и 38 секунди, а скоростта му намалява на 914,4 м/сек. „Аполо 15“ излиза на окололунна орбита с апоселений 313 км и периселений 109,3 км.
Орбитата на „Аполо 15“ имала голям наклон. В предишните мисии орбитите са близки до плоскостта на екватора. След 4 часа астронавтите извършват маневра за въвеждане на кораба в орбита на снижаване.
До Аполо 12 включително тази маневра се извършва само от лунния модул, откачен от командно-служебния, след което следвало снижаване и кацане. От Аполо 14, в орбита на снижаване преминава целия кораб с командно-служебния и лунния модули, което позволило да се икономиса гориво в резервоарите на кацащата степен на лунния модул и да се увеличи масата на полезния товар. 82 часа 39 минути и 48 секунди от старта над обратната страна на Луната, извън зоната на радиовръзка със Земята е включен основния двигател на командно-служебния модул. Той работил 24 секунди, което забавило скоростта на кораба на 65,2 м/сек. „Аполо 15“ излиза на елиптична орбита на снижаване апоселений 108,9 км и периселений 17,6 км.

## Команден модул
Командният модул се намира в Националния музей на Военновъздушните сили на САЩ в Дейтън, щата Охайо.